# Trematodon crispifolius
Trematodon crispifolius là một loài rêu trong họ Bruchiaceae. Loài này được Thér. mô tả khoa học đầu tiên năm 1930.